# Pioneer 10
Pioneer 10 (tudi Pioneer F) je Nasina vesoljska sonda, ki je bila izstreljena 2. marca 1972 z raketo nosilko Atlas-Centaur. To je bila prva sonda, ki je potovala skozi asteroidni pas in opazovala Jupiter. 13. junija 1983 je Pioneer letel mimo Neptuna, ki je bil takrat zaradi Plutonove izsredne tirnice najbolj zunanji planet v Osončju. To ga po nekaterih definicijah postavlja za prvo telo, ki je zapustilo Osončje. Vendar pa še ni dosegel heliopavze ali Oortovega oblaka. 
3. decembra 1983 je Pioneer 10 poslal prve bližnje posnetke Jupitra.
Nekaj časa je bil Pioneer 10 najbolj oddaljen predmet, ki ga je naredil človek. Pri zadnjem stiku je bila sonda oddaljena več kot 12,2 milijard kilometrov od Zemlje. Do 17. februarja 1998 je bila heliocentrična radialna razdalja sonde večja od katerega koli predmeta, ki ga je naredil človek. Kmalu pa je to razdaljo izenačila sonda Voyager 1 z 69,419 AU. Od takrat Voyager 1 povečuje razdaljo glede na Pioneerja 10 za približno 1,016 AU na leto.
Sonda, ki jo je zgradilo podjetje TRW, je prispevala številne dragocene raziskave v zunanjih delih našega sončnega sistema vse do konca njene odprave 31. marca 1997. Šibek signal sonde pa je še naprej spremljal Deep Space Network. Pred letom 1997 so sondo uporabljali za vadbo letalski kontrolorji, kako uloviti šibke radijske signale.
Zadnji zelo šibak signal s sonde je bil sprejet 23. januarja 2003. Poskus navezave stika s sondo 7. februarja 2003 ni bil uspešen in morebitni poskusi niso načrtovani. Zadnji uspešen sprejem sondine telemetrije je bil 27. aprila 2002, signali pa so bili komaj zaznavni. Izguba signala je bolj verjetno posledica velike oddaljenost in pomanjkanje sondine energije, kot pa okvara le-te.
Danes Pioneer 10 leti proti zvezdi Aldebaran v ozvezdju Bika. Za pot bo rabil približno dva milijona let. Najbolj oddaljen predmet od Zemlje pa je še vedno Voyager 1. 
Sonda nosi ploščo, na kateri je pozdrav nezemljanom, ki bi utegnili naleteti nanjo. V filmu Zvezdne steze 5: Končna meja sondo uničijo Klingoni v strelski vaji.

## Pomembni dogodki
- 3. marec 1972 - izstrelitev plovila
- 15. julij 1972 - plovilo vstopi v asteroidni pas
- 3. december 1973 - sonda Pioneer 10 pošlje nazaj prve fotografije Jupitra iz bližine
- 13. junij 1983 - plovilo prečka Neptunov tir
- 31. marec 1997 - uradni konec odprave
- 17. februar 1998 - Voyager 1 »prehiti« sondo Pioneer 10 in postane najbolj oddaljeno telo, ki ga je naredil človek, oddaljenost od Sonca je 69.5 a.e.)
- 2. marec 2002 - uspešno prejemanje podatkov, 39 minut nemotene povezave s plovilom iz oddaljenosti skoraj 80 a.e. od Sonca
- 27. april 2002 - zadnje uspešno prejemanje podatkov, 33 minut nemotene povezave
- 23. januar 2003 - zadnji, zelo šibek signal, ki je bil sprejet od sonde. Signal je bil tako šibek, da ga je bilo komaj možno zaznati.
- 7. februar 2003 - neuspešen poskus povezave s sondo
- 30. december 2005 - Pioneer 10 je 90 a.e. oddaljen od Sonca